# 29ª edizione dei Critics' Choice Awards
La 29ª edizione dei Critics' Choice Awards è stata presentata il 14 gennaio 2024, al Fairmont Century Plaza Hotel, per onorare il cinema e la televisione del 2023.
Le candidature per i premi televisivi sono state annunciate il 5 dicembre 2023, mentre le candidature per il cinema sono state annunciate il 13 dicembre 2023.

## Premi per il cinema

### Miglior film
- Oppenheimer, regia di Christopher Nolan
- American Fiction, regia di Cord Jefferson
- Barbie, regia di Greta Gerwig
- Il colore viola (The Color Purple), regia di Blitz Bazawule
- The Holdovers - Lezioni di vita (The Holdovers), regia di Alexander Payne
- Killers of the Flower Moon, regia di Martin Scorsese
- Maestro, regia di Bradley Cooper
- Past Lives, regia di Celine Song
- Povere creature! (Poor Things), regia di Yorgos Lanthimos
- Saltburn, regia di Emerald Fennell

### Miglior regista
- Christopher Nolan – Oppenheimer
- Bradley Cooper – Maestro
- Greta Gerwig – Barbie
- Yorgos Lanthimos – Povere creature! (Poor Things)
- Alexander Payne – The Holdovers - Lezioni di vita (The Holdovers)
- Martin Scorsese – Killers of the Flower Moon

### Miglior attore protagonista
- Paul Giamatti – The Holdovers - Lezioni di vita (The Holdovers)
- Bradley Cooper – Maestro
- Leonardo DiCaprio – Killers of the Flower Moon
- Colman Domingo – Rustin
- Cillian Murphy – Oppenheimer
- Jeffrey Wright – American Fiction

### Miglior attrice protagonista
- Emma Stone – Povere creature! (Poor Things)
- Lily Gladstone – Killers of the Flower Moon
- Sandra Hüller – Anatomia di una caduta (Anatomie d'une chute)
- Greta Lee – Past Lives
- Carey Mulligan – Maestro
- Margot Robbie – Barbie

### Miglior attore non protagonista
- Robert Downey Jr. – Oppenheimer
- Sterling K. Brown – American Fiction
- Robert De Niro – Killers of the Flower Moon
- Ryan Gosling – Barbie
- Charles Melton – May December
- Mark Ruffalo – Povere creature! (Poor Things)

### Miglior attrice non protagonista
- Da'Vine Joy Randolph – The Holdovers - Lezioni di vita (The Holdovers)
- Emily Blunt – Oppenheimer
- Danielle Brooks – Il colore viola (The Color Purple)
- America Ferrera – Barbie
- Jodie Foster – Nyad - Oltre l'oceano (Nyad)
- Julianne Moore – May December

### Miglior giovane interprete
- Dominic Sessa – The Holdovers - Lezioni di vita (The Holdovers)
- Abby Ryder Fortson – Ci sei Dio? Sono io, Margaret (Are You There, God? It's Me, Margaret)
- Ariana Greenblatt – Barbie
- Calah Lane – Wonka
- Milo Machado-Graner – Anatomia di una caduta (Anatomie d'une chute)
- Madeleine Yuna Voyles – The Creator

### Miglior cast corale
- Oppenheimer
- Air - La storia del grande salto (Air)
- Barbie
- Il colore viola (The Color Purple)
- The Holdovers - Lezioni di vita (The Holdovers)
- Killers of the Flower Moon

### Miglior sceneggiatura originale
- Greta Gerwig e Noah Baumbach – Barbie
- Samy Burch – May December
- Alex Convery – Air - La storia del grande salto (Air)
- Bradley Cooper e Josh Singer – Maestro
- David Hemingson – The Holdovers - Lezioni di vita (The Holdovers)
- Celine Song – Past Lives

### Miglior sceneggiatura non originale
- Cord Jefferson – American Fiction
- Kelly Fremon Craig – Ci sei Dio? Sono io, Margaret (Are You There, God? It's Me, Margaret)
- Andrew Haigh – Estranei (All of Us Strangers)
- Tony McNamara – Povere creature! (Poor Things)
- Christopher Nolan – Oppenheimer
- Eric Roth e Martin Scorsese – Killers of the Flower Moon

### Miglior fotografia
- Hoyte van Hoytema – Oppenheimer
- Matthew Libatique – Maestro
- Rodrigo Prieto – Barbie
- Rodrigo Prieto – Killers of the Flower Moon
- Robbie Ryan – Povere creature! (Poor Things)
- Linus Sandgren – Saltburn

### Miglior montaggio
- Jennifer Lame – Oppenheimer
- William Goldenberg – Air - La storia del grande salto (Air)
- Nick Houy – Barbie
- Giōrgos Mauropsaridīs – Povere creature! (Poor Things)
- Thelma Schoonmaker – Killers of the Flower Moon
- Michelle Tesoro – Maestro

### Migliori costumi
- Jacqueline Durran – Barbie
- Lindy Hemming – Wonka
- Francine Jamison-Tanchuck – Il colore viola (The Color Purple)
- Holly Waddington – Povere creature! (Poor Things)
- Jacqueline West – Killers of the Flower Moon
- Janty Yates e David Crossman – Napoleon

### Miglior scenografia
- Sarah Greenwood e Katie Spencer – Barbie
- Suzie Davies e Charlotte Diricks – Saltburn
- Ruth De Jong e Claire Kaufman – Oppenheimer
- Jack Fisk e Adam Willis – Killers of the Flower Moon
- James Price, Shona Heath e Zsuzsa Mihalek – Povere creature! (Poor Things)
- Adam Stockhausen e Kris Moran – Asteroid City

### Miglior colonna sonora
- Ludwig Göransson – Oppenheimer
- Jerskin Fendrix – Povere creature! (Poor Things)
- Michael Giacchino – La società della neve (La sociedad de la nieve)
- Daniel Pemberton – Spider-Man: Across the Spider-Verse
- Robbie Robertson – Killers of the Flower Moon
- Mark Ronson e Andrew Wyatt – Barbie

### Miglior canzone
- I'm Just Ken – Barbie
- Dance the Night – Barbie
- Peaches – Super Mario Bros. - Il film (The Super Mario Bros. Movie)
- Road to Freedom – Rustin
- This Wish – Wish
- What Was I Made For? – Barbie

### Miglior trucco e acconciatura
- Barbie
- Il colore viola (The Color Purple)
- Maestro
- Oppenheimer
- Povere creature! (Poor Things)
- Priscilla

### Migliori effetti speciali
- Oppenheimer
- The Creator
- Guardiani della Galassia Vol. 3 (Guardians of the Galaxy Vol. 3)
- Mission: Impossible - Dead Reckoning - Parte uno (Mission: Impossible - Dead Reckoning - Part One)
- Povere creature! (Poor Things)
- Spider-Man: Across the Spider-Verse

### Miglior film commedia
- Barbie, regia di Greta Gerwig
- American Fiction, regia di Cord Jefferson
- Bottoms, regia di Emma Seligman
- The Holdovers - Lezioni di vita (The Holdovers), regia di Alexander Payne
- Fidanzata in affitto (No Hard Feelings), regia di Gene Stupnitsky
- Povere creature! (Poor Things), regia di Yorgos Lanthimos

### Miglior film straniero
- Anatomia di una caduta (Anatomie d'une chute), regia di Justine Triet ·  Francia
- Godzilla Minus One (ゴジラ), regia di Takashi Yamazaki ·  Giappone
- Perfect Days, regia di Wim Wenders ·  Giappone
- La società della neve (La sociedad de la nieve), regia di J. A. Bayona ·  Spagna
- Il gusto delle cose (La Passion de Dodin Bouffant), regia di Trần Anh Hùng ·  Francia
- La zona d'interesse (The Zone of Interest), regia di Jonathan Glazer ·  Regno Unito

### Miglior film animato
- Spider-Man: Across the Spider-Verse, regia di Joaquim Dos Santos, Kemp Powers e Justin K. Thompson
- Il ragazzo e l'airone (君たちはどう生きるか), regia di Hayao Miyazaki
- Elemental, regia di Peter Sohn
- Nimona, regia di Nick Bruno e Troy Quane
- Tartarughe Ninja - Caos mutante (Teenage Mutant Ninja Turtles: Mutant Mayhem), regia di Jeff Rowe
- Wish, regia di Chris Buck e Fawn Veerasunthorn

## Premi per la televisione

### Miglior serie drammatica
- Succession
- The Crown
- The Diplomat
- The Last of Us
- Loki
- The Morning Show
- Star Trek: Strange New Worlds
- Winning Time - L'ascesa della dinastia dei Lakers (Winning Time: The Rise of the Lakers Dynasty)

### Miglior attore protagonista in una serie drammatica
- Kieran Culkin – Succession
- Tom Hiddleston – Loki
- Timothy Olyphant – Justified: City Primeval
- Pedro Pascal – The Last of Us
- Ramón Rodríguez – Will Trent
- Jeremy Strong – Succession

### Miglior attrice protagonista in una serie drammatica
- Sarah Snook – Succession
- Jennifer Aniston – The Morning Show
- Aunjanue Ellis – Justified: City Primeval
- Bella Ramsey – The Last of Us
- Keri Russell – The Diplomat
- Reese Witherspoon – The Morning Show

### Miglior attore non protagonista in una serie drammatica
- Billy Crudup – The Morning Show
- Khalid Abdalla – The Crown
- Ron Cephas Jones – Truth Be Told
- Matthew Macfadyen – Succession
- Ke Huy Quan – Loki
- Rufus Sewell – The Diplomat

### Miglior attrice non protagonista in una serie drammatica
- Elizabeth Debicki – The Crown
- Nicole Beharie – The Morning Show
- Sophia Di Martino – Loki
- Celia Rose Gooding – Star Trek: Strange New Worlds
- Karen Pittman – The Morning Show
- Christina Ricci – Yellowjackets

### Miglior serie commedia
- The Bear
- Abbott Elementary
- Barry
- La fantastica signora Maisel (The Marvelous Mrs. Maisel)
- Poker Face
- Reservation Dogs
- Shrinking
- What We Do in the Shadows

### Miglior attore in una serie commedia
- Jeremy Allen White – The Bear
- Bill Hader – Barry
- Steve Martin – Only Murders in the Building
- Kayvan Novak – What We Do in the Shadows
- Drew Tarver – The Other Two
- D'Pharaoh Woon-A-Tai – Reservation Dogs

### Miglior attrice in una serie commedia
- Ayo Edebiri – The Bear
- Rachel Brosnahan – La fantastica signora Maisel (The Marvelous Mrs. Maisel)
- Quinta Brunson – Abbott Elementary
- Bridget Everett – Somebody Somewhere
- Devery Jacobs – Reservation Dogs
- Natasha Lyonne – Poker Face

### Miglior attore non protagonista in una serie commedia
- Ebon Moss-Bachrach – The Bear
- Phil Dunster – Ted Lasso
- Harrison Ford – Shrinking
- Harvey Guillén – What We Do in the Shadows
- James Marsden – Jury Duty
- Henry Winkler – Barry

### Miglior attrice non protagonista in una serie commedia
- Meryl Streep – Only Murders in the Building
- Paulina Alexis – Reservation Dogs
- Alex Borstein – La fantastica signora Maisel (The Marvelous Mrs. Maisel)
- Janelle James – Abbott Elementary
- Sheryl Lee Ralph – Abbott Elementary
- Jessica Williams – Shrinking

### Miglior miniserie TV
- Lo scontro (Beef)
- Daisy Jones & The Six
- Fargo
- Compagni di viaggio (Fellow Travelers)
- Lezioni di chimica (Lessons in Chemistry)
- Love & Death
- A Murder at the End of the World
- A Small Light

### Miglior film TV
- Quiz Lady
- L'ammutinamento del Caine - Corte marziale (The Caine Mutiny Court-Martial)
- Finestkind
- Mr. Monk's Last Case: A Monk Movie
- Nessuno ti salverà (No One Will Save You)
- Reality

### Miglior attore protagonista in una miniserie o film TV
- Steven Yeun – Lo scontro (Beef)
- Matt Bomer – Compagni di viaggio (Fellow Travelers)
- Tom Holland – The Crowded Room
- David Oyelowo – Lawmen - La storia di Bass Reeves (Lawmen: Bass Reeves)
- Tony Shalhoub – Mr. Monk's Last Case: A Monk Movie
- Kiefer Sutherland – L'ammutinamento del Caine - Corte marziale (The Caine Mutiny Court-Martial)

### Miglior attrice protagonista in una miniserie o film TV
- Ali Wong – Lo scontro (Beef)
- Kaitlyn Dever – Nessuno ti salverà (No One Will Save You)
- Brie Larson – Lezioni di chimica (Lessons in Chemistry)
- Bel Powley – A Small Light
- Sydney Sweeney – Reality
- Juno Temple – Fargo
- Carla Gugino – La caduta della casa degli Usher (The Fall of the House of Usher)

### Miglior attore non protagonista in una miniserie o film TV
- Jonathan Bailey – Compagni di viaggio (Fellow Travelers)
- Taylor Kitsch – Painkiller
- Jesse Plemons – Love & Death
- Lewis Pullman – Lezioni di chimica (Lessons in Chemistry)
- Liev Schreiber – A Small Light
- Justin Theroux – White House Plumbers

### Miglior attrice non protagonista in una miniserie o film TV
- Maria Bello – Lo scontro (Beef)
- Billie Boullet – A Small Light
- Willa Fitzgerald – La caduta della casa degli Usher (The Fall of the House of Usher)
- Aja Naomi King – Lezioni di chimica (Lessons in Chemistry)
- Mary McDonnell – La caduta della casa degli Usher (The Fall of the House of Usher)
- Camila Morrone – Daisy Jones & The Six

### Miglior serie animata
- Scott Pilgrim - La serie (Scott Pilgrim Takes Off)
- Bluey
- Bob's Burgers
- Harley Quinn
- Star Trek: Lower Decks
- Young Love

### Miglior serie straniera
- Lupin
- Bargain
- The Glory
- The Good Mothers
- The Interpreter of Silence
- Mask Girl
- Moving

### Miglior Talk Show
- Last Week Tonight with John Oliver
- The Graham Norton Show
- Jimmy Kimmel Live!
- The Kelly Clarkson Show
- Late Night with Seth Meyers
- The Late Show with Stephen Colbert

### Miglior commedia speciale
- John Mulaney: Baby J
- Alex Borstein: Corsets & Clown Suits
- John Early: Now More Than Ever
- Mike Birbiglia: The Old Man and the Pool
- Trevor Noah: Where Was I
- Wanda Sykes: I'm an Entertainer